# Suro (película de 2022)
Suro es una película dramática española de 2022 rodada en catalán. Se trata del primer largometraje dirigido por Mikel Gurrea, y 
fue estrenado en la Sección Oficial del Festival de Cine de San Sebastián, donde compitió por la Concha de Oro a la mejor película.

## Argumento
Helena recibe en herencia una masía en una zona boscosa del Ampurdán y marcha allí a vivir con Iván, su pareja. Para conseguir dinero con la intención de reformar la casa, contactan con un vecino del pueblo para recolectar el corcho ("suro") de los alcornoques de su finca y venderlo a buen precio. Iván, que se pone a trabajar con ellos, descubre que en la cuadrilla hay trabajadores en situación irregular.

## Producción
La película fue rodada en el verano de 2021, en el Alto Ampurdán, principalmente en la localidad de Darniusy en otras localizaciones de la Sierra de la Albera. 
A excepción de los tres principales papeles, los demás están interpretados por actores aficionados y temporeros del corcho.

## Premios y nominaciones

### Premios Gaudí
Compitió en la XV edición de los Premios Gaudí en diez nominaciones, consiguiendo tres premios:
- Mejor dirección novel (Mikel Gurrea)
- Mejor protagonista femenina (Vicky Luengo)
- Mejor protagonista masculino (Pol López)

### Festival Internacional de Cine de San Sebastián
Suro fue estrenada en el Festival Internacional de Cine de San Sebastián 2022, como una de las dieciséis candidatas para ganar la Concha de Oro. 
Consiguió el Premio Irizar al Cine Vasco y  el Fipresci, que otorga la crítica internacional. Añadir a estos dos premios el de la Asociación Vasca de Guionistas, entregado durante la Gala del Cine Vasco, por el guion compartido entre el director, Mikel Gurrea, y Francisco Kosterlitz.

### Premios Goya
Concurrió con dos nominaciones en la XXXVII edición de los Premios Goya:
- Mejor dirección novel (Mikel Gurrea)
- Mejor actriz protagonista (Vicky Luengo).